# Maria Antonia von Bourbon-Sizilien

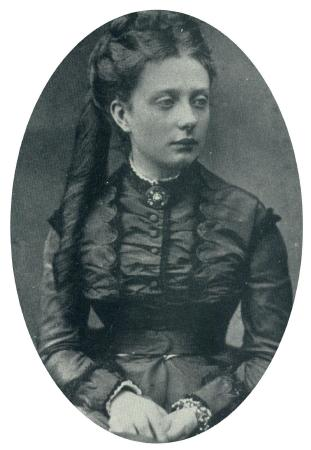
Prinzessin Maria Antonia von Bourbon-Sizilien

Maria Antonietta Giuseppina Leopoldina di Borbone, besser bekannt als Prinzessin Maria Antonia von Bourbon-Sizilien (* 16. März 1851 in Neapel; † 12. September 1938 in Freiburg im Breisgau) war eine Prinzessin von Bourbon-Sizilien.

## Leben
Maria Antonia war die älteste Tochter von Prinz Francesco von Bourbon-Sizilien, Graf von Trapani (1827–1892), und Erzherzogin Maria Isabella von Österreich-Toskana.
Sie vermählte sich am 8. Juni 1868 in Rom mit Prinz Alfons Maria von Bourbon-Sizilien, Graf von Caserta, einem Sohn des Königs Ferdinand II. beider Sizilien und dessen Ehefrau, der Erzherzogin Maria Theresia von Österreich. Die Väter der Brautleute waren Brüder.
Maria Antonia starb am 12. September 1938 mit 87 Jahren bei Freiburg im Breisgau.

## Nachkommen
Aus der Ehe mit Prinz Alfons Maria von Bourbon-Sizilien, Graf von Caserta, gingen zwölf Kinder hervor:
- Ferdinand Pio Maria (1869–1960), Herzog von Kalabrien, Prinz von Bourbon-Sizilien

⚭ 1897 Prinzessin Maria von Bayern (1872–1954)
- Carlo Maria Francesco d’Assisi Pasquale Ferdinando Antonio di Padova Francesco de Paola Alfonso Andrea Avelino (1870–1949), Prinz von Bourbon-Sizilien, Infant von Spanien

⚭ 1901 Infantin María de las Mercedes de Borbón (1880–1904)
⚭ 1907 Prinzessin Louise Françoise Marie Laure d’Orléans-Bourbon (1882–1958)
- Francesco di Paola (1873–1876), Prinz von Bourbon-Sizilien
- Maria Immacolata Cristina Pia Isabella (1874–1947), Prinzessin von Bourbon-Sizilien

⚭ 1906 Prinz Johann Georg von Sachsen (1869–1938)
- Maria Christina Carolina Pia (1877–1947), Prinzessin von Bourbon-Sizilien

⚭ 1900 Erzherzog Peter Ferdinand von Österreich-Toskana (1874–1948)
- Maria Pia Chiara Anna (1878–1973), Prinzessin von Bourbon-Sizilien

⚭ 1908 Prinz Louis d’Orléans-Bragança (1878–1920)
- Maria Giuseppina Antonietta (1880–1971), Prinzessin von Bourbon-Sizilien
- Gennaro Maria Francesco di Paola (1882–1944), Prinz von Bourbon-Sizilien

⚭ 1922 Beatrice Dorothy Bordessa, Contessa di Villa Colli (1879–1963)
- Ranieri Maria Gaetano (1883–1973), Herzog von Castro, Prinz von Bourbon-Sizilien

⚭ 1923 Carolina Gräfin Zamoyska (1896–1968)
- Filippo Maria Alfonso Antonio Ferdinando Francisco di Paola Lodovico Enrico Alberto Taddeo Francesco Saverio Uberto (1885–1949), Prinz von Bourbon-Sizilien

⚭ 1916–1925 Prinzessin Marie Louise d’Orléans (1896–1973)
⚭ 1927 Odette Labori (1902–1968)
- Francesco d’Assisi Maria Ferdinando Eudo (1888–1914), Prinz von Bourbon-Sizilien
- Gabriele Maria Giuseppe Carlo Ignazio Antonio Alfonso Pietro Giovanni Gerardo di Majella et Omni Sancti (1897–1975), Prinz von Bourbon-Sizilien

⚭ 1927 Prinzessin Malgorzata Czartoryska (1902–1929)
⚭ 1932 Prinzessin Cecilia Lubomirska (1907–2001)